# Star Wars: Starfighter
Star Wars: Starfighter es una próxima película estadounidense de ópera espacial dirigida por Shawn Levy y escrita por Jonathan Tropper. Producida por Lucasfilm y 21 Laps Entertainment, y distribuida por Walt Disney Studios Motion Pictures, forma parte de la franquicia Star Wars, ambientada cinco años después de los eventos de la película Star Wars: El ascenso de Skywalker (2019). La película está protagonizada por Ryan Gosling, Mia Goth y Matt Smith.
Levy inició conversaciones para dirigir una nueva película de Star Wars en noviembre de 2022. El desarrollo se retrasó por la huelga del Sindicato de Guionistas de Estados Unidos de 2023 y estaba en sus primeras etapas en octubre de 2023. Tropper fue contratado para escribir la película en julio de 2024. El título y el casting de Gosling se anunciaron en abril de 2025. El rodaje está programado para comenzar a fines de 2025 en Inglaterra.
Star Wars: Starfighter está programada para ser estrenada en Estados Unidos el 28 de mayo de 2027.

## Reparto
- Ryan Gosling[1]
- Mia Goth[2]
- Matt Smith[3]

## Producción

### Desarrollo
Shawn Levy inició conversaciones en noviembre de 2022 para desarrollar y dirigir una nueva película de Star Wars para Lucasfilm, tras su trabajo en Deadpool & Wolverine (2024), película del Universo Cinematográfico de Marvel (UCM), para Marvel Studios. Levy confirmó el acuerdo un mes después. Llevaba un tiempo en contacto con la presidenta de Lucasfilm, Kathleen Kennedy, para expresar su pasión por la franquicia de Star Wars y estaba entusiasmado por empezar a escribir la película tras completar Deadpool & Wolverine. Levy reconoció que se había anunciado que muchos cineastas desarrollarían películas de Star Wars que no se concretaron, pero confiaba en que este no sería el caso de su película. El desarrollo apenas comenzaba cuando la huelga del Sindicato de Guionistas de Estados Unidos de 2023 comenzó en mayo de 2023 y detuvo el progreso. Ese octubre, después de que terminara la huelga, Levy dijo que el desarrollo había comenzado de nuevo. El mandato de Kennedy era que Levy trajera una historia y un tono similares a los de sus otras películas a la franquicia, y era optimista de que podría hacer una película personal dentro de una gran franquicia después de hacerlo con Deadpool & Wolverine en el UCM. Al mes siguiente, Dave Filoni reveló que ahora era el director creativo de Lucasfilm, después de desempeñarse como productor ejecutivo en varias series de televisión de Star Wars, y que estaría directamente involucrado en la planificación de futuras películas y series.
Jonathan Tropper, un colaborador anterior de Levy, fue contratado para escribir la película en julio de 2024. Ese diciembre, el periodista Jeff Sneider informó que Levy estaba "manteniendo una ventana" para que la producción comenzara en septiembre de 2025. Además, informó que Daisy Ridley repetiría su papel como Rey de la trilogía de secuelas de Star Wars, asumiendo un papel de mentora para un adolescente o joven que sería el protagonista. También se había informado que Ridley tenía un papel similar en otras películas de Star Wars que estaban en desarrollo de la directora Sharmeen Obaid-Chinoy y el escritor Simon Kinberg, por separado. En enero de 2025, Ryan Gosling inició conversaciones para protagonizar el papel principal. Levy planeaba dirigir otra película, pero el interés de Gosling significaba que esta podría avanzar primero y posiblemente comenzar a rodarse a finales de 2025. El director y su productora, 21 Laps Entertainment, estaban listos para producir la película junto con Kennedy y Lucasfilm. Levy era considerado un director imprescindible para The Walt Disney Company, empresa matriz de Lucasfilm y Marvel Studios, tras el éxito de Deadpool & Wolverine. Al mes siguiente, Kennedy anunció que la película de Levy sería la siguiente de Star Wars después de The Mandalorian and Grogu (2026). Dijo que sería independiente de la serie de películas principal "Skywalker Saga" y que presentaría principalmente personajes nuevos, pero algunos personajes de la trilogía de la secuela podrían regresar, y agregó que la película se ambientaría unos cinco o seis años después de Star Wars: El ascenso de Skywalker (2019), la última película de la saga Skywalker y la trilogía de la secuela.
En la Star Wars Celebration de Japón de abril de 2025, la película se tituló Star Wars: Starfighter, que también es el nombre de un videojuego de 2001; se le dio una fecha de estreno para el 28 de mayo de 2027; se confirmó que Gosling sería el protagonista; y Levy confirmó que el rodaje comenzaría a finales de 2025. El casting estaba en marcha para un actor adolescente que interpretara al sobrino del personaje de Gosling, y para los antagonistas masculinos y femeninos que los persiguen. Mikey Madison estuvo en breves negociaciones para el papel de antagonista femenino, pero rechazó una oferta a mediados de abril debido a una disputa salarial. Mia Goth fue elegida para ese papel en junio. Matt Smith se unió al elenco en un papel de villano en agosto.

### Rodaje
La fotografía principal está programada para comenzar a finales de 2025, en Inglaterra.

## Estreno
Star Wars: Starfighter está programada para ser estrenada en Estados Unidos el 28 de mayo de 2027.